# Baja California
Baja California este unul din cele 31 de state federale ale Mexicului. Capitala statului este orașul Mexicali, dar cel mai mare oraș al statului este Tijuana, aflat în nord, la granița cu SUA. Statul ocupă ceva mai puțin din jumătatea nordică a Peninsulei Baja California, a cărei jumătate sudică este ocupată de statul mult mai slab populat Baja California Sur. Ambele state sunt despărțite de Mexicul continental prin apele Golfului California. 
În 1930 "Teritoriul Baja California", aflat sub administrare federală mexicană, este divizat în două, în "Teritoriul Baja California de Nord" și "Teritoriul Baja California de Sud". În 1952 Teritoriul Nord primește statut de stat federal, devenind cel de-al 29-lea stat al țării, sub numele de "Baja California". Teritoriul Sud, aflat sub paralela 28° N, îl urmează mai târziu, în 1972, devenind cel de-al 31-lea stat al Mexicului, sub numele de "Baja California Sur".